# ピット・ストリート・モール

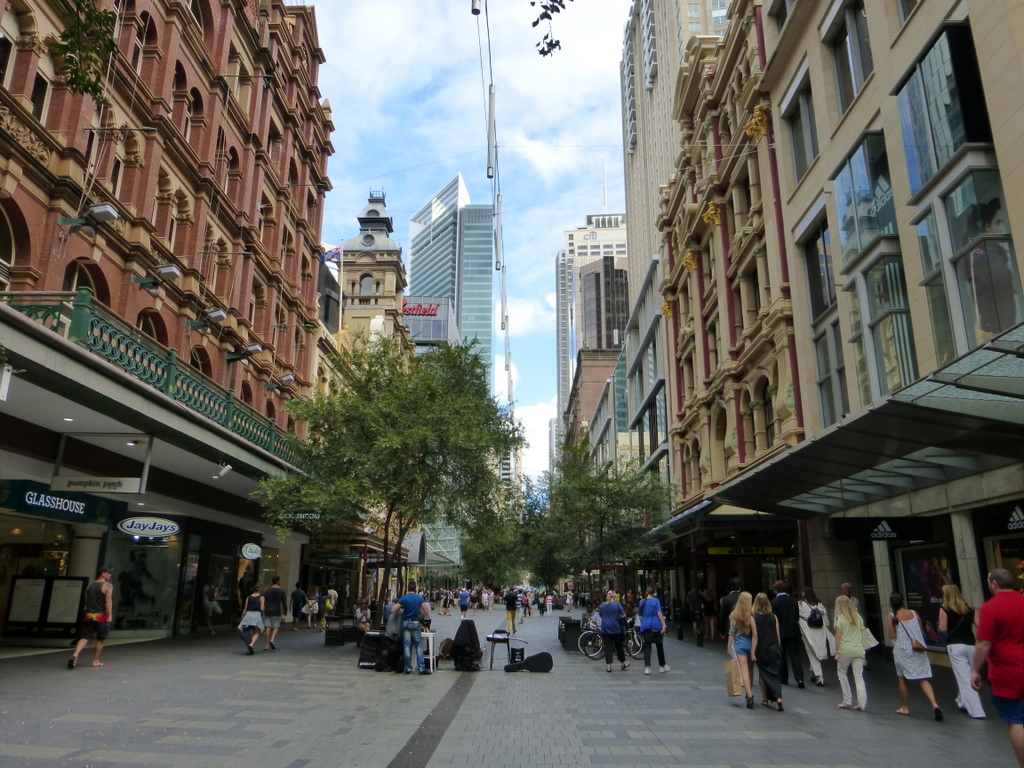
ピット・ストリート・モール（2014年）

ピット・ストリート・モール (Pitt Street Mall) は、オーストラリア、シドニーの中心業務地区にある歩行者天国の区間である。マーケット・ストリートとキング・ストリートの間の、1ブロックの長さがあり、オーストラリアでもっとも繁栄し、国際色の強い地区の1つである。他の都市の商業地区に比べて短いため、入居賃貸料はオーストラリアで最も高い。2012年には、賃貸料が世界で5番目にまで上がった。
小さいにもかかわらず、ピット・ストリート・モールには多くの主要なチェーン・ストアや500を超える専門店が揃っている。

## 歴史

### 2010–2011年: 再開発
ショッピング街を大幅にアップグレードするため、モールは1000万ドルの費用をかけて改装を実施した。新しい舗装や警告ライトシステム（毎月変わる）のほか、椅子も作られた。

## 建築物・店舗・テナント

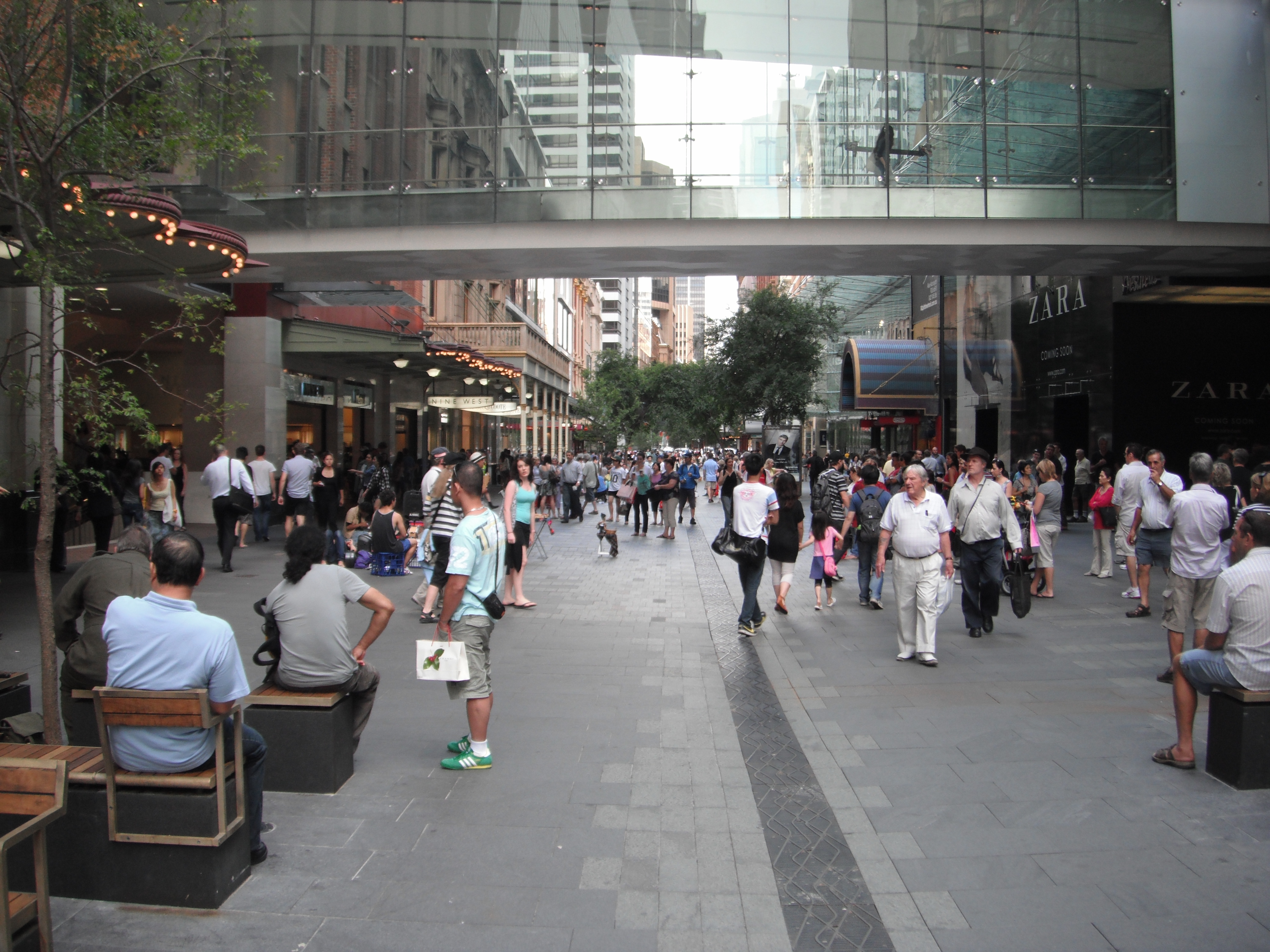
モールを跨ぐ歩行者橋

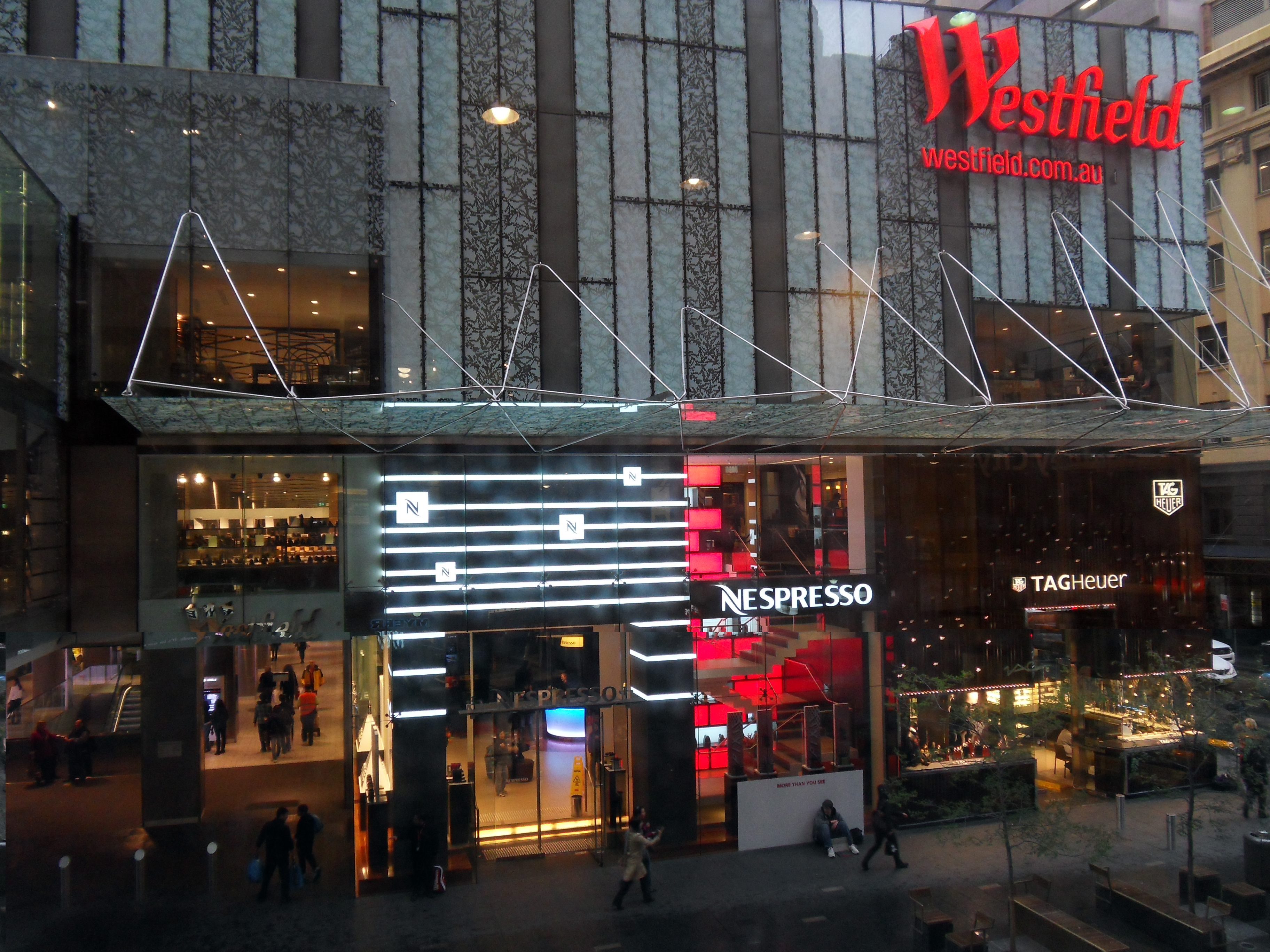
ピット・ストリート・モール内にあるウェストフィールド・シドニーのファサード

モールに面するショッピングセンターやアーケードには、ウェストフィールド・シドニーやストランド・アーケード、ミッド・シティ・センター、グラスハウス、シドニー・アーケードも含まれる。
2005年、ウェストフィールドは、シドニー・セントラル・プラザ、インペリアル・アーケードと、スカイガーデンのマネジメント権を買収し、モールの小売りスペースの大半を獲得した。ウェストフィールドは、4つの不動産をウェストフィールド・シドニーに合併させている。
130以上のファッション、食品、生活用品の店が入るウェストフィールド・シドニーのステージ1は、2010年10月28日にオープンした。また、旧シドニー・セントラル・プラザを含み、330以上のファッション、食品、生活用品の店が9階建ての建物に入るステージ2は、2011年にオープンした。
ピット・ストリート・モールに面する主要な店舗:
- エスプリット - 3階、1,412㎡[8]
- ゲス - 2階、576㎡[9]
- スポーツガール - 488㎡
- キュー
- タグ・ホイヤー
- ミウ・ミウ
- グッチ
- ネスプレッソ - 2階、300㎡[10]
- ザラ - 3階、1,400㎡[11]

ミッド・シティ・センターは、最近の改装で改良された。ピット・ストリート・モールに面するミッド・シティ・センター内の主要な店舗:
- ジェネラル・パンツ・コーポレーション
- ウィッチリー

## ギャラリー

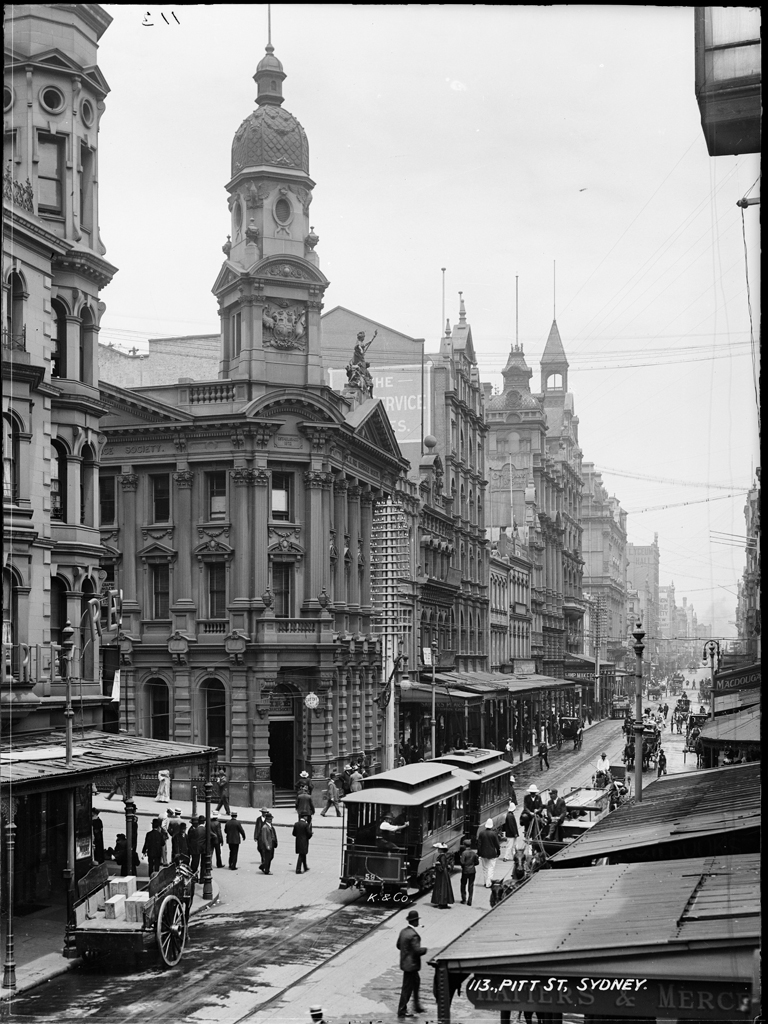
キング・ストリートとの交差点を挟んで南にピット・ストリートを見る（1900年頃）
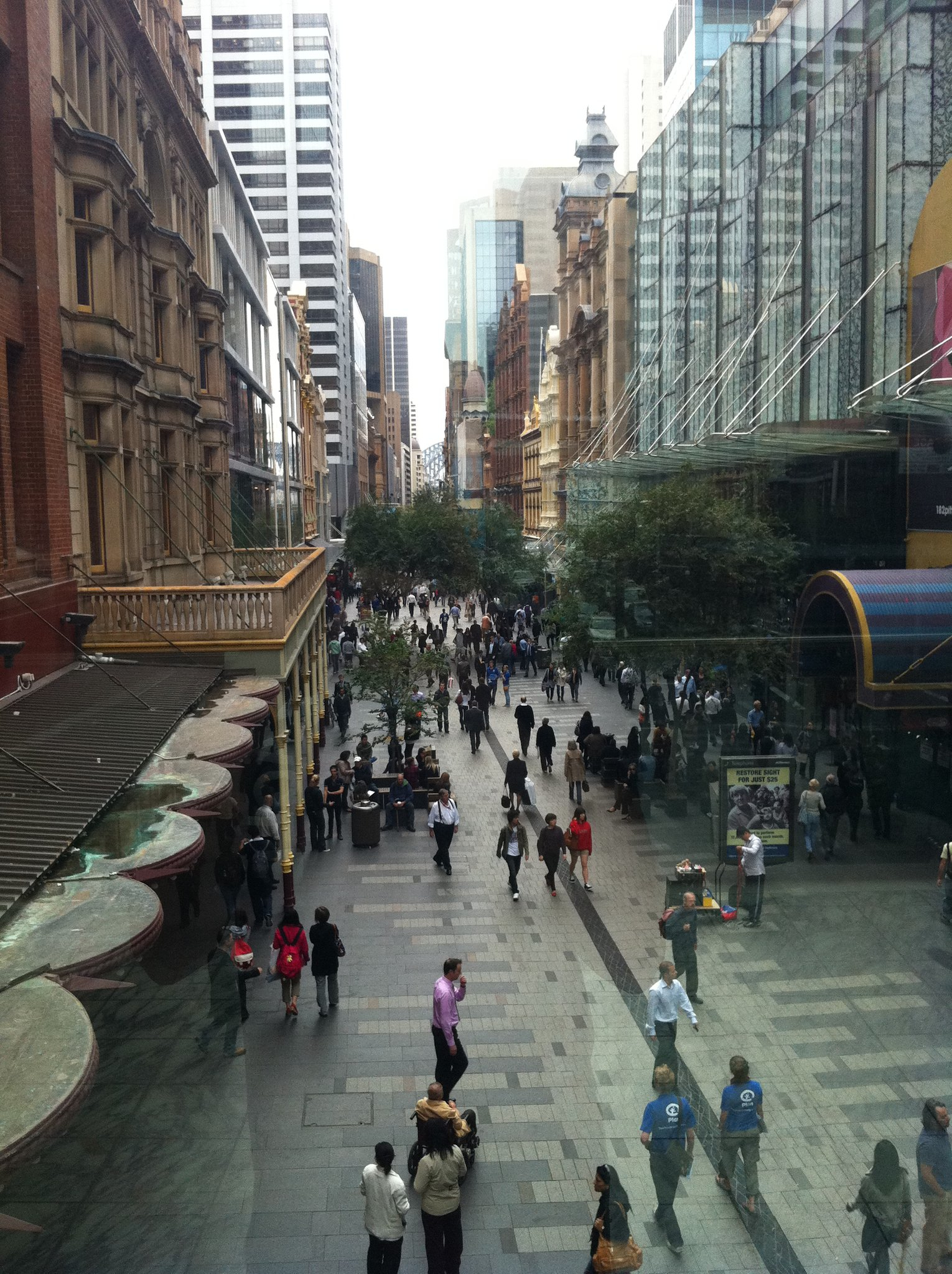
ウェストフィールドの再開発後のシドニー・ピット・ストリート・モール（2011年）
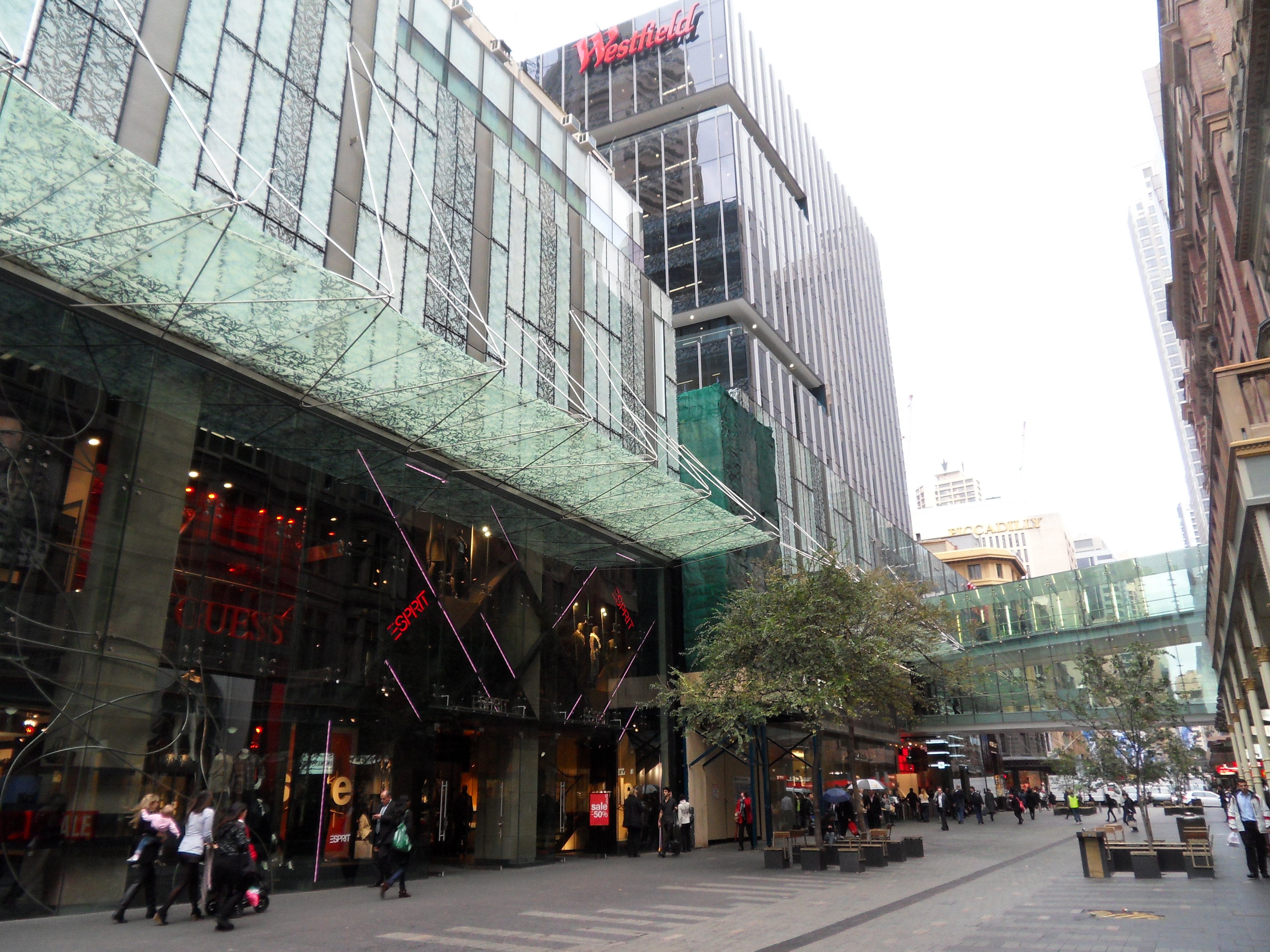
ピット・ストリート・モールからウェストフィールドを見る
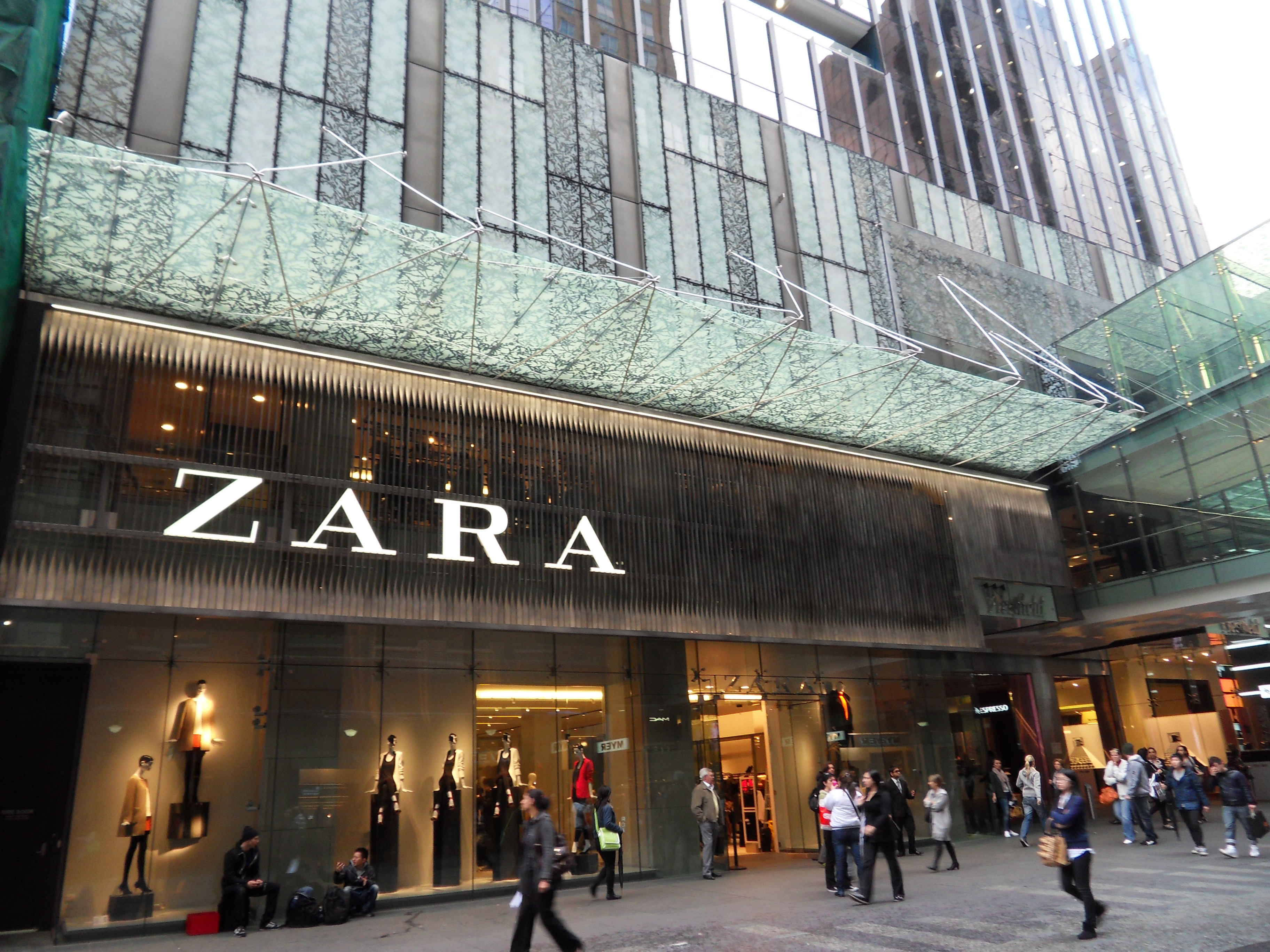
ザラ
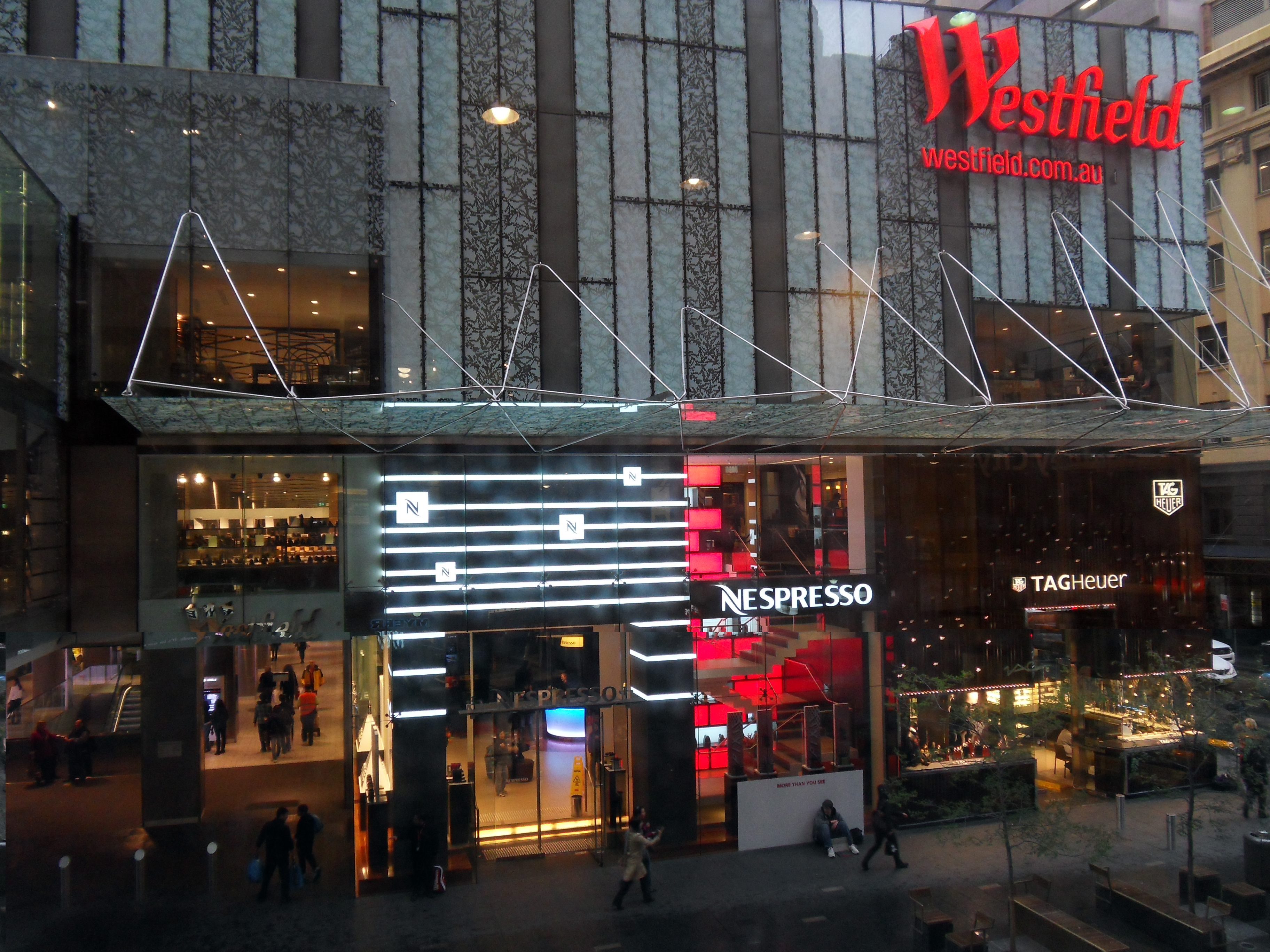
ウェストフィールド
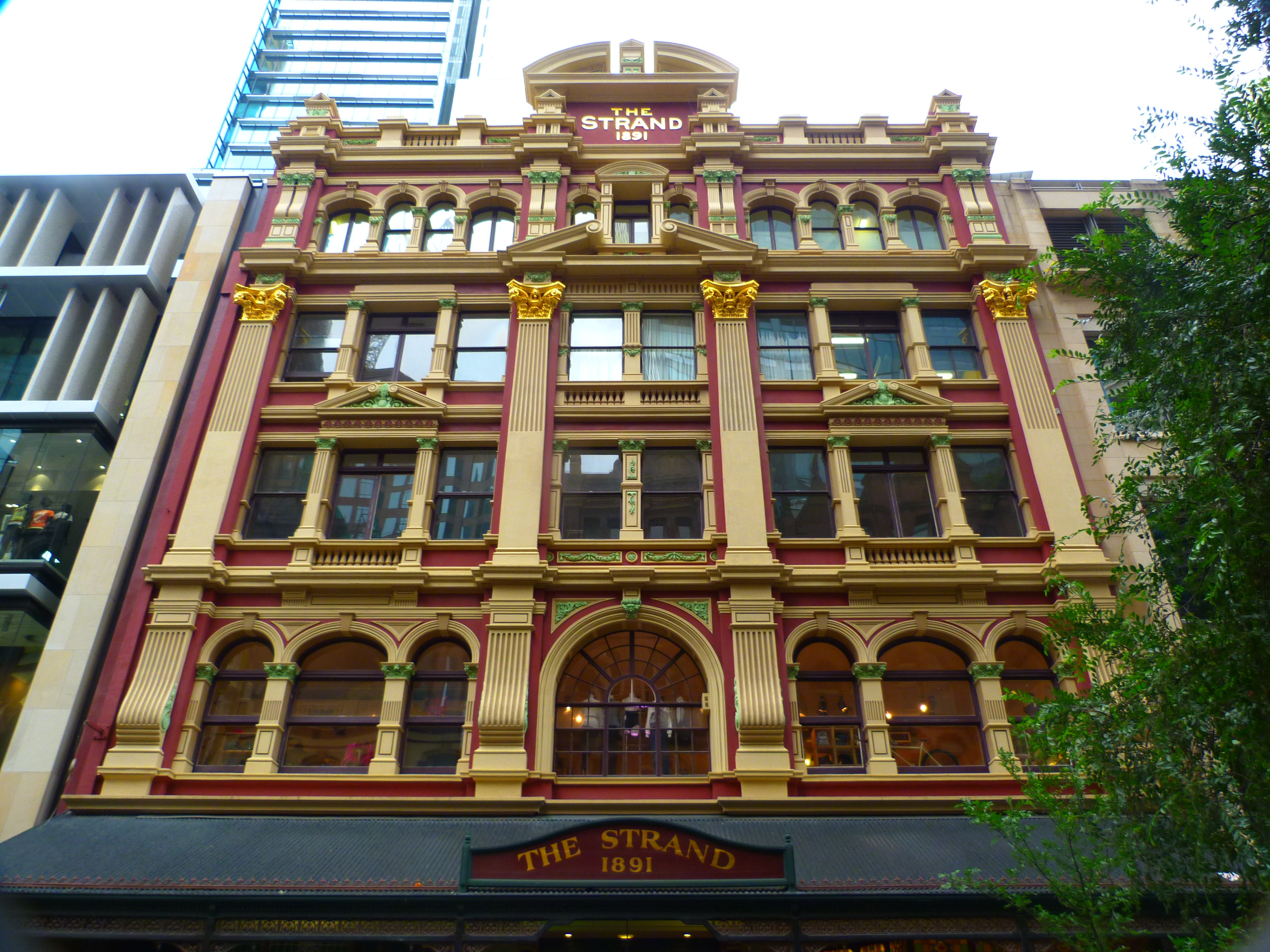
ストランド・アーケード